# Heteropelma elongatum
Heteropelma elongatum là một loài tò vò trong họ Ichneumonidae.